# Чулков, Даниил Григорьевич
Даниил (Данило) Григорьевич Чулков (первая половина XVI века — конец XVI / начало XVII века) — основатель города Тобольска и первый его воевода.

## Происхождение
Происходил из рода рязанских бояр.
Даниил Григорьевич принадлежал к тому дворянскому роду Чулковых, что вели своё происхождение от Семёна Фёдоровича Ковылы-Вислого служившего великому князю Василию Дмитриевичу. Сын Семёна Фёдоровича — Семён Семёнович был боярином Василия II Васильевича Тёмного, а сын Семён Семёновича — служил Фёдору Ольговичу Рязанскому. Сын Якова — Иван Тутыха был рязанским боярином (у Ивана Фёдоровича). Внук Ивана Тутыхи и отец Даниила Григорьевича — Григорий Ивашкович Чулок. 

## Биография
Принимал участие в завоевании Астрахани В 1554 году он вместе с князем Алексеем Вяземским «астраханских людей искал и добывал выше Чёрного острова», поход закончился скорым покорением Астрахани. В 1556 году Чулков с отрядом поплыл по р. Дону для наблюдений над Крымом, возле города Азов он встретил 200 крымцев и разбил их.
По некоторым источникам, Чулков был послан русским правительством из Москвы в 1586 году в отряде Василия Сукина и Ивана Мясного, которые в следующем году поставили над реками Турой и Тюменкой город Тюмень, на том месте, где был прежде туземный город Чинги-Тура. Оттуда уже посланный Василием Сукиным письменный голова Данила Чулков прошел к устью реки Тобол, впадающей в Иртыш, и здесь поставил острог, названный им Тобольским.
По другим же источникам, Данила Чулков «прибыл в Сибирь с новою ратью в пятьсот человек» в 1587 году и летом при слиянии Иртыша с Тоболом заложил городок Тобольск. В начале июня острог был готов. 4 июня освятили первую острожную церковь, названную Троицкой.
В 1588 году Чулков был воеводой во вновь основанном им городе, в котором он, кроме обычных построек «острога», построил две церкви. Ему же удалось, заманив к себе в гости, взять в плен татарского князя Сейдяка (последний представитель тайбугинов Сейд Ахмед) с султаном кайсацкой орды (будущий касимовский хан Ураз-Мухаммед) и мурзой-карачой (по одной из гипотез, речь о представителе племени жалайыр, известном казахском историке и писателе Кадыргали Жалаири), которые были им отправлены в Москву. Этим он утвердил пошатнувшееся после смерти Ермака господство русских, так как татары, напуганные пленом своего князя, откочевали вглубь степей, бросив свой главный город Искер.
Небольсин писал: 
«Чулкову мы обязаны конечным прекращением главных и важных смут в Сибири и доставлением царю неотъемлемого и крепкого права назвать всю до-иртышскую страну … достоянием России».
Должность тобольского воеводы Чулков занимал до 1589 года, дальнейшая судьба его неизвестна. В 7098 (1590) г. на место письменною головы Данилы Чулкова в Тобольск прибыл воевода князь Владимир Васильевич Кольцов-Масальский.

## Семья
У Даниила Григорьевич сыновья — Данило (отец Филиппа) и Фёдор.